# Exceso de equipaje (película)
Excess Baggage, conocida en español como Exceso de equipaje, es una película de acción y comedia dirigida por Marco Brambilla y protagonizada por Alicia Silverstone, Benicio Del Toro, Christopher Walken y Jack Thompson.

## Argumento
Una joven y rica heredera finge que la secuestraron para llamar la atención de su padre. Después todo sale como estaba planeado hasta que un ladrón rapta el coche en donde ella estaba escondida, Emily, desatendida por su padre, decide pedir su rescate, porque estaba escondida en el automóvil que Vincent, el ladrón, ha robado. Pronto Vincent se dará cuenta que ha robado algo más de lo que pretendía. 

## Reparto
- Alicia Silverstone ... Emily
- Benicio Del Toro ... Vincent
- Christopher Walken ... Ray
- Harry Connick, Jr. ... Greg Kistler
- Jack Thompson ... Alexander
- Nicholas Turturro ... Stick
- Michael Bowen ... Gus
- Sally Kirkland ... Louise Doucette
- Leland Orser ... Detective Bernaby